# Società del 1789
La Società del 1789 o Società patriottica del 1789 (in francese Club de 1789 o Société patriotique de 1789) fu un club della Rivoluzione francese formatosi nel 1790 a partire dagli elementi più moderati del Club dei giacobini. Il club fu inaugurato nel corso di un fastoso banchetto presso il Palais-Royal nel maggio del 1790.
Secondo gli osservatori contemporanei la Società del 1789 contava circa 300 membri, e di questi tra i 40 e i 50 erano deputati dell'Assemblea nazionale costituente. L'adesione era esclusiva e i membri erano o uomini politici influenti o uomini ricchi indipendenti.
Tra i suoi membri più importanti vi furono l'astronomo Jean Sylvain Bailly, all'epoca sindaco di Parigi, il generale Gilbert du Motier de La Fayette, comandante della Guardia nazionale e il conte di Mirabeau. Altri membri furono invece: il duca di La Rochefaucauld d'Enville (vittima dei massacri di settembre) e suo cugino duca La Rochefoucauld-Liancourt, Le Chapelier, Sieyès, Talleyrand, Condorcet. Quando la popolarità della società iniziò a diminuire, i suoi membri entrarono (o rientrarono) soprattutto tra i Giacobini o, semplicemente, vi rimasero, in quanto alcuni erano membri di entrambi i club. Inoltre, quando ci fu la scissione degli elementi più moderati dei Giacobini, molti dei membri della Società del 1789 riformarono un club moderato: il Club dei Foglianti, formatosi nel giugno del 1791.
I membri della società, moderati e conservatori, avrebbero preferito per la Francia una monarchia costituzionale sul modello inglese e si opposero alla deriva repubblicana che stava prendendo piede.